# Seis Días de Róterdam
Los Seis días de Róterdam es una carrera de ciclismo en pista, de la modalidad de seis días, que se disputa en el Ahoy Rotterdam (Países Bajos). Su primera edición data de 1936 pero se dejó de celebrar en 1937. De 1968 a 1988 se recuperó, y más recientemente de 2005 hasta la actualidad.

## Palmarés

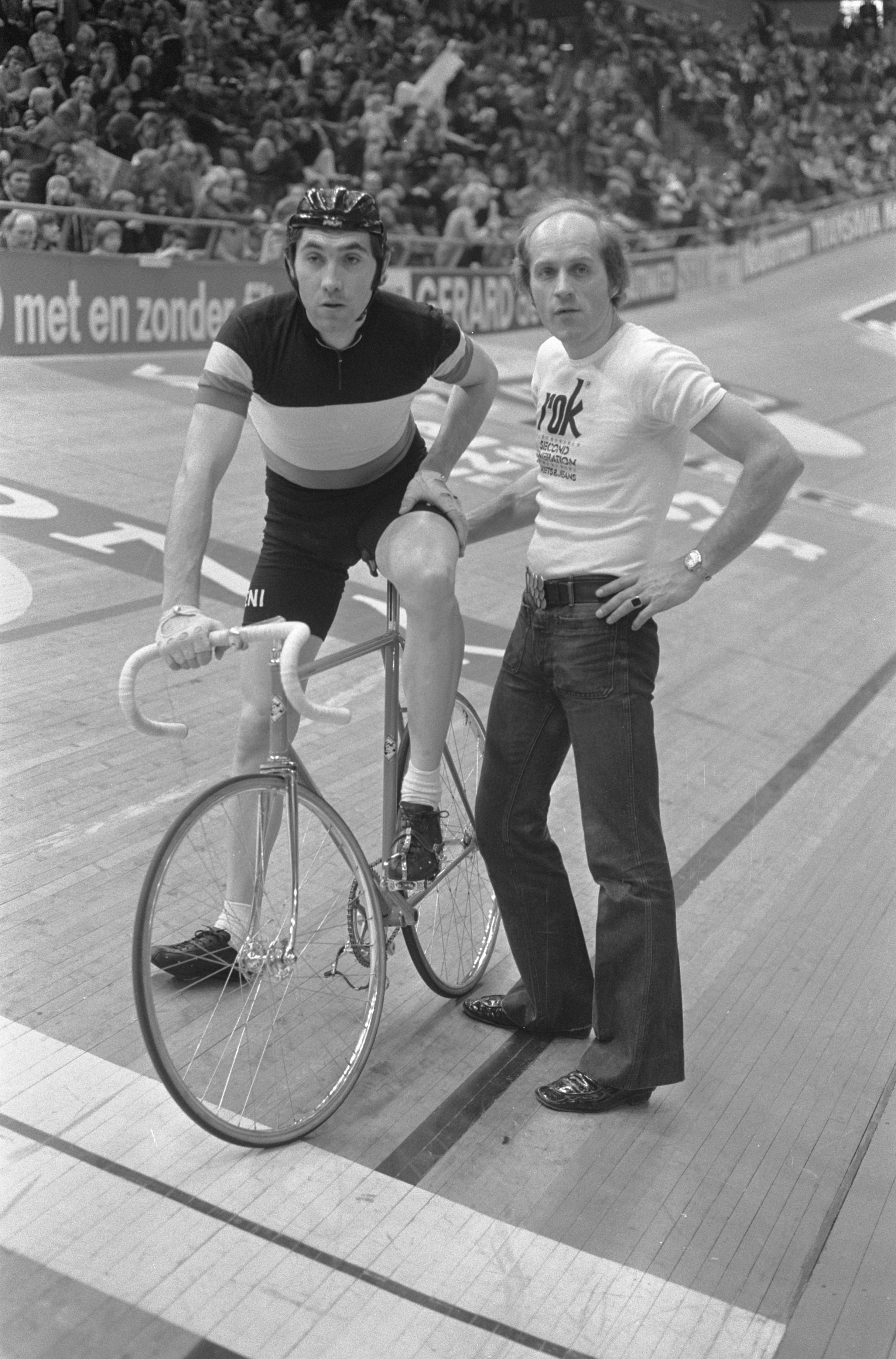
Eddy Merckx durante los Seis Días de Rotterdam de 1974

| Año       | Ganadores                            | Segundos                            | Terceros                                 |
| --------- | ------------------------------------ | ----------------------------------- | ---------------------------------------- |
| 1936      | Jan Pijnenburg Cor Wals              | Adolphe Charlier Frans Slaats       | Kees Pellenaars Adolf Schön              |
| 1937      | Albert Buysse Albert Billiet         | Kees Pellenaars Adolf Schön         | Louis van Schjindel Frans van den Broeck |
| 1938-1967 | ediciones no realizadas              | ediciones no realizadas             | ediciones no realizadas                  |
| 1968      | Peter Post Patrick Sercu             | Klaus Bugdahl Léo Duyndam           | Gérard Koel Sigi Renz                    |
| 1969      | Romain Deloof Peter Post             | Klaus Bugdahl Gérard Koel           | Freddy Eugen Graeme Gilmore              |
| 1970      | edición no realizada                 | edición no realizada                | edición no realizada                     |
| 1971      | Peter Post Patrick Sercu             | Léo Duyndam René Pijnen             | Sigi Renz Theo Verschueren               |
| 1972      | Léo Duyndam René Pijnen              | Klaus Bugdahl Dieter Kemper         | Graeme Gilmore Alain Van Lancker         |
| 1973      | Léo Duyndam René Pijnen              | Eddy Merckx Patrick Sercu           | Albert Fritz Dieter Kemper               |
| 1974      | Léo Duyndam René Pijnen              | Eddy Merckx Patrick Sercu           | Jacky Mourioux Alain Van Lancker         |
| 1975      | Léo Duyndam Gerben Karstens          | René Pijnen Roy Schuiten            | Patrick Sercu Alain Van Lancker          |
| 1976      | Eddy Merckx Patrick Sercu            | Günter Haritz René Pijnen           | Léo Duyndam Gerben Karstens              |
| 1977      | Danny Clark René Pijnen              | Günter Haritz Dietrich Thurau       | Freddy Maertens Patrick Sercu            |
| 1978      | Danny Clark René Pijnen              | Albert Fritz Wilfried Peffgen       | Gerben Karstens Roy Schuiten             |
| 1979      | Albert Fritz Patrick Sercu           | Gerrie Knetemann René Pijnen        | Donald Allan Danny Clark                 |
| 1980      | René Pijnen Jan Raas                 | Donald Allan Danny Clark            | Albert Fritz Patrick Sercu               |
| 1981      | Donald Allan Danny Clark             | René Pijnen Jan Raas                | Albert Fritz Patrick Sercu               |
| 1982      | René Pijnen Patrick Sercu            | Albert Fritz Dietrich Thurau        | Donald Allan Danny Clark                 |
| 1983      | René Pijnen Patrick Sercu            | Gert Frank Jan Raas                 | Donald Allan Danny Clark                 |
| 1984      | Urs Freuler René Pijnen              | Horst Schütz Gary Wiggins           | Albert Fritz Dietrich Thurau             |
| 1985      | Danny Clark René Pijnen              | Stan Tourné Etienne De Wilde        | Roman Hermann Gerrie Knetemann           |
| 1986      | Danny Clark Francesco Moser          | René Pijnen Eric Vanderaerden       | Bert Oosterbosch Dietrich Thurau         |
| 1987      | Pierangelo Bincoletto Danny Clark    | Josef Kristen Teun van Vliet        | Roman Hermann Peter Stevenhaagen         |
| 1988      | Danny Clark Tony Doyle               | Roman Hermann Teun van Vliet        | Stan Tourné Etienne De Wilde             |
| 2005      | Robert Slippens Danny Stam           | Bruno Risi Kurt Betschart           | Jimmi Madsen Jakob Piil                  |
| 2006      | Robert Slippens Danny Stam           | Matthew Gilmore Iljo Keisse         | Robert Bartko Andreas Beikirch           |
| 2007      | Robert Bartko Iljo Keisse            | Danny Stam Marco Villa              | Bruno Risi Franco Marvulli               |
| 2008      | Danny Stam Leif Lampater             | Bruno Risi Franco Marvulli          | Iljo Keisse Robert Bartko                |
| 2009      | Peter Schep Juan Llaneras            | Bruno Risi Danny Stam               | Leif Lampater Franco Marvulli            |
| 2010      | Danny Stam Iljo Keisse               | Bruno Risi Franco Marvulli          | Michael Mørkøv Alex Rasmussen            |
| 2011      | Danny Stam Léon van Bon              | Robert Bartko Pim Ligthart          | Michael Mørkøv Jens-Erik Madsen          |
| 2012      | Peter Schep Wim Stroetinga           | Jens Mouris Franco Marvulli         | Yoeri Havik Danny Stam                   |
| 2013      | Niki Terpstra Iljo Keisse            | Peter Schep Wim Stroetinga          | Yoeri Havik Nick Stöpler                 |
| 2014      | Niki Terpstra Iljo Keisse            | Kenny De Ketele Jasper De Buyst     | Michael Mørkøv Alex Rasmussen            |
| 2015      | Niki Terpstra Iljo Keisse            | Michael Mørkøv Alex Rasmussen       | David Muntaner Albert Torres             |
| 2016      | Sebastián Mora Albert Torres         | Morgan Kneisky Christian Grasmann   | Niki Terpstra Yoeri Havik                |
| 2017      | Roger Kluge Christian Grasmann       | Lasse Norman Hansen Jesper Mørkøv   | Wim Stroetinga Dylan van Baarle          |
| 2018      | Kenny De Ketele Moreno De Pauw       | Yoeri Havik Wim Stroetinga          | Morgan Kneisky Benjamin Thomas           |
| 2019      | Thomas Boudat Niki Terpstra          | Lasse Norman Hansen Marc Hester     | Yoeri Havik Wim Stroetinga               |
| 2020      | Yoeri Havik Wim Stroetinga           | Moreno De Pauw Jan-Willem van Schip | Kenny De Ketele Robbe Ghys               |
| 2021      | edición no realizada                 |                                     |                                          |
| 2022      | Niki Terpstra Yoeri Havik            | Lindsay De Vylder Jules Hesters     | Elia Viviani Vincent Hoppezak            |
| 2023      | Yoeri Havik Jan-Willem van Schip     | Lindsay De Vylder Jules Hesters     | Vincent Hoppezak Philip Heijnen          |
| 2024      | Michael Mørkøv Tobias Aagaard Hansen | Yoeri Havik Jan-Willem van Schip    | Vincent Hoppezak Philip Heijnen          |